# 哈桑 (卡纳塔克邦)
哈桑（Hassan），是印度卡纳塔克邦哈桑县的一个城镇。总人口117386（2001年）。

## 人口
该地2001年总人口117386人，其中男性60225人，女性57161人；0—6岁人口12166人，其中男6242人，女5924人；识字率78.56%，其中男性为81.82%，女性为75.12%。